# Dieter Regulla
Dieter F. Regulla (* 14. Februar 1939 in Hindenburg) ist ein deutscher Physiker.

## Leben
Dieter Regulla studierte Physik an der Technischen Universität München, wo er 1977 promoviert wurde.
Regulla war langjähriger Leiter der Arbeitsgruppe Medizinische Physik im Institut für Strahlenschutz an der Gesellschaft für Strahlen- und Umweltforschung, dem heutigen Helmholtz Zentrum München. Er forschte auf den Gebieten des Strahlenschutzes, der biophysikalischen Messtechnik und der Medizinphysik in Röntgendiagnostik und Strahlentherapie. Regulla engagierte sich in Forschungsprojekten der Internationalen Atomenergie-Organisation (IAEO), Weltgesundheitsorganisation (WHO), Europäischen Union (EU) und der Vereinten Nationen (UNO). Er war Berater von verschiedenen nationalen Atomenergiekommissionen. Er war Leiter des WHO Collaborating Centre for Secondary Standard Radiation Dosimetry sowie des IAEA/WHO Network of Secondary Standard Dosimetry Laboratories (SSDLs) am Helmholtz Zentrum München.
Er war im Auftrag des Bundesministerium für Wissenschaft und Forschung nach der Katastrophe von Tschernobyl für die Strahlenschutzforschung aktiv. Als einer der ersten westlichen Wissenschaftler konnte er die Kerntechnische Anlage Majak besichtigen. Regulla war ab 1999 ausländisches Mitglied der Russischen Akademie der Medizinischen Wissenschaften und ist seit 2014 aufgrund der Fusion mit dieser ausländisches Mitglied der Russischen Akademie der Wissenschaften. 2010 wurde er zum Honorarprofessor für Medizinphysik und Strahlenschutz an der Moscow State Engineering Physics Institute (MEPhI).
Seit 1959 ist er Mitglied der katholischen Studentenverbindung K.D.St.V. Vindelicia München im CV.

## Ehrungen und Auszeichnungen
- 2012: Bundesverdienstkreuz am Bande[6]